# ۴ ژانویه
۴ ژانویه چهارمین روز سال در گاه‌شماری میلادی است. ۳۶۱ روز (در سال‌های کبیسه ۳۶۲روز) تا پایان سال باقی‌است.

## رویدادها
- ۱۶۹۸ - کاخ وایتهال، اقامتگاه پادشاه بریتانیا در لندن در آتش سوخت.
- ۱۸۹۶ - یوتا به عنوان چهل و پنجمین ایالت به ایالات متحده آمریکا پیوست.
- ۱۹۴۸ - برمه از بریتانیا مستقل شد.

- ۱۹۵۸ - مأموریت اسپوتنیک-۱، نخستین فضاپیمای جهان با ورود به جو پایان یافت.
- ۲۰۰۴ - میخائیل ساکاشویلی به عنوان رئیس‌جمهور گرجستان انتخاب شد.
- ۲۰۰۷ - صد و دهمین کنگره ایالات متحده آمریکا نانسی پلوسی را به عنوان نخستین بانو به ریاست این مجلس برگزید.
- ۲۰۱۰ - برج خلیفه بلندترین ساختمان دنیا رسماً افتتاح شد.

## زادروزها
- ۱۶۴۳ - آیزاک نیوتن، فیزیک‌دان انگلیسی
- ۱۸۲۹ – آدولفو آلسینا، حقوقدان و سیاستمدار اهل آرژانتین (د. ۱۸۷۷)
- ۱۹۹۰ - تونی کروس، فوتبالیست آلمانی

## درگذشت‌ها
- ۱۹۱۳ - آلفرد فون شلیفن، نظامی و ایده‌پرداز آلمانی و رئیس ستاد کل نیروی زمینی امپراتوری آلمان
- ۱۹۶۰ - آلبر کامو، نویسنده فرانسوی

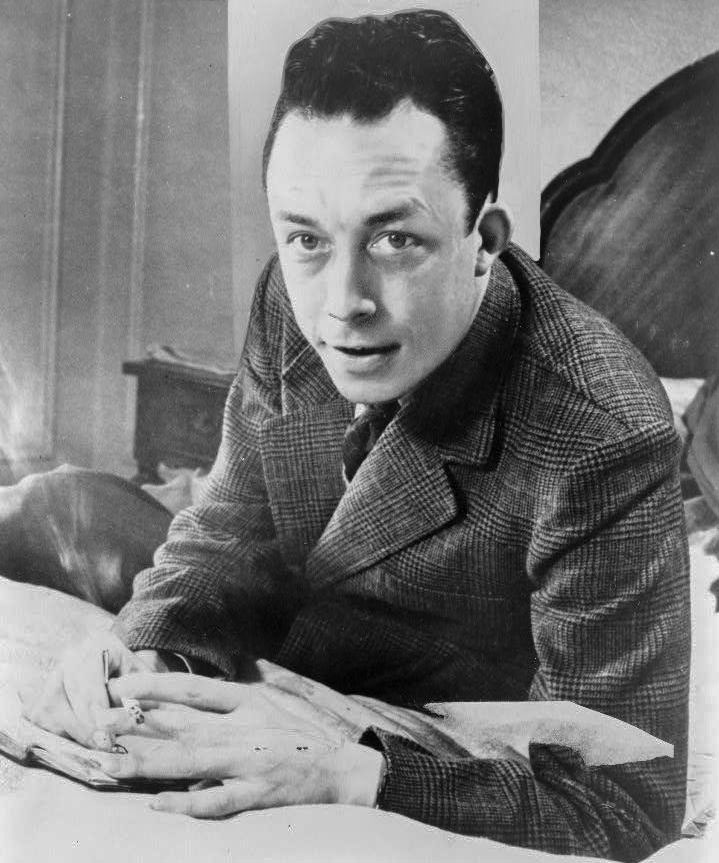
آلبر کامو

- ۱۹۶۱ - اروین شرودینگر، فیزیک‌دان اتریشی

## مناسبت‌ها
- روز جهانی بریل[۱]